# Кальявайя
Кальявайя (Kallawaya, також Callahuaya або Callawalla) — це таємна, змішана мова в Болівії, зараз на межі зникнення. Нею говорить народ кальявайя, група традиційних мандрівних цілителів в Андах у своїй лікарській лікувальній практиці.

## Характеристики
Кальявайя — змішана мова. Морфологія частково походить з кечуа, але більшість слів або з невідомих джерел, або з інакше вимерлої родини мов, пукіна. Від пукіни місцеві відмовилися на користь кечуа, аймарської та іспанської.
Також кальявайя є таємною мовою, яка передається лише від батька до сина або від діда до онука, рідко — дочкам, якщо у цілителя немає синів. Вона не використовується у сімейних побутових діалогах. Хоча її використання перш за все ритуальне, кальявайя може бути частиною щоденної розмови між ініційованими чоловіками, яким вона відома.
Кальявайя була одним із предметів американського документального фільму «Лінгвісти» 2008 року, в якому два мовознавці намагалися задокументувати кілька мов під загрозою зникнення.
Болівійці називають регіон, де проживають мовці кальявайї, «Qollahuayas», що означає «місце ліків», оскільки народ кальявайя — відомі травники. Оскільки вони обробляють рани та лікують хвороби рослинами, мінералами, продуктами тваринного походження та ритуалами, селяни називають мовців «Qolla kapachayuh», що означає «володарі лікарського мішечка».